# MetroGuagua
MetroGuagua est un système de transports collectifs en site propre de type bus à haut niveau de service qui desservira la ville de Las Palmas de Grande Canarie, dans la communauté autonome des Canaries, en Espagne.
Le chantier commence en 2017, pour une mise en service prévue en 2021. En raison de difficultés d'exécution des travaux de certains tronçons et de la pandémie de Covid-19, l'entrée en service est d'abord reportée à 2024, puis 2027.

## Historique

### Lancement du projet
Le maire de Las Palmas de Grande Canarie Augusto Hidalgo présente officiellement le 24 novembre 2016 le projet d'une ligne de bus à haut niveau de service (BHNS) baptisée MetroGuagua — le terme canarien guagua désignant les autobus — reliant le nord et le sud de la ville sur une longueur de 12 km sur un parcours en site propre. L'ouverture est programmée en 2021 pour un budget prévisionnel de 100 millions €, dont la moitié doit être apportée par la Banque européenne d'investissement (BEI). Il est prévu l'acquisition de 17 véhicules permettant de transporter 200 voyageurs chacun avec une fréquence de passage de cinq minutes en heure de pointe. Le crédit auprès de la BEI est officiellement souscrit six mois plus tard.
Les autorités municipales justifient le choix du système BHNS pour des raisons budgétaires, puisque le nombre de passagers par heure attendu était trop faible pour garantir la rentabilité d'un métro. Concernant le tramway, la mairie s'appuie sur l'exemple de la ville française de Nantes, dont la première ligne de bus rapide lui a permis d'économiser 200 millions € par rapport à une infrastructure ferrée tout en transportant un nombre élevé d'usagers.

### Travaux et retards
Les travaux commencent le 28 juin 2017 au niveau de la rue Pie-XII, en présence du maire, du président du Cabildo insulaire de Grande Canarie, du vice-président du gouvernement des Canaries et de la déléguée du gouvernement espagnol, avec un plan de financement totalement bouclé.
En raison de difficultés de chantier, notamment sur la section de l'avenue José-Mesa-y-López, et de l'arrêt des activités liées à la pandémie de Covid-19, le conseiller municipal délégué aux Mobilités annonce le 17 juin 2020 que la mise en service de la ligne est retardée à l'année 2022 et estime que le coût final de projet sera de 113 millions €. Quatre mois plus tard, le maire reconnait publiquement que la mise en service commerciale ne pourra vraisemblablement pas se faire avant 2023.
Le 3 mars 2021, la mairie fait savoir qu'elle lancera dans l'année l'appel d'offres pour les véhicules de transport, dont la flotte sera finalement comprise entre 24 et 26 unités afin de garantir un temps de passage de quatre minutes et comprendra un mix de technologies non ou peu polluantes. L'exécutif municipal reconnaît en mars 2022 que la ligne ne sera pas en service avant 2024 et que son coût atteindra 151 millions €, soit 32 % de plus que le budget initialement programmé. La municipalité indique en janvier 2024 un nouveau retard dans la mise en service, qui est renvoyée à 2027.

## Réseau

### Ligne
La ligne du MetroGuagua parcourt le front de mer de Las Palmas du nord au sud, sur une distance de 11,7 km. Elle compte 21 arrêts, espacés de 500 mètres, et trois stations, l'une servant de garage et une autre — en souterrain — assurant la connexion avec la gare routière de Santa-Catalina. L'intégralité des arrêts sera accessible aux personnes à mobilité réduite. Les bus disposeront de la priorité de passage aux intersections et rouleront à 20 km/h, garantissant un temps de trajet de 30 à 35 minutes.